# Dorika tessipta
Dorika tessipta là một loài bướm đêm trong họ Noctuidae.